# Monica Zanoner
Monica Zanoner (14 aprile 1999) è una sciatrice alpina italiana.

## Biografia
Originaria di Campitello di Fassa e attiva in gare FIS dal novembre del 2015, la Zanoner ha esordito in Coppa Europa il 29 gennaio 2019 a Les Diablerets in supergigante (20ª); ai Mondiali juniores di Narvik 2020 ha vinto la medaglia di bronzo nella discesa libera e il 13 gennaio 2022 ha conquistato nella medesima specialità a Orcières il primo podio in Coppa Europa (3ª). Ha debuttato in Coppa del Mondo il 26 febbraio successivo a Crans-Montana in discesa libera (45ª); non ha preso parte a rassegne olimpiche o iridate. È inattiva dal gennaio del 2024.

## Palmarès

### Mondiali juniores
- 1 medaglia:
  - 1 bronzo (discesa libera a Narvik 2020)

### Coppa Europa
- Miglior piazzamento in classifica generale: 20ª nel 2022
- 1 podio:
  - 1 terzo posto

### Campionati italiani
- 1 medaglia:
  - 1 oro (discesa libera nel 2023)